# Parallelia chiliensis
Parallelia chiliensis là một loài bướm đêm trong họ Erebidae.